# Corydoras vittatus
Corydoras vittatus är en fiskart som beskrevs av Nijssen, 1971. Corydoras vittatus ingår i släktet Corydoras och familjen Callichthyidae. Inga underarter finns listade i Catalogue of Life.